# Sordaria conoidea
Sordaria conoidea är en svampart som beskrevs av Cailleux 1972. Sordaria conoidea ingår i släktet Sordaria och familjen Sordariaceae.   Inga underarter finns listade i Catalogue of Life.